# Cedric (Band)
Cedric ist eine deutsche Post-Rock-Band aus Dresden, die beim Dresdner Label Undressed Records unter Vertrag steht.

## Geschichte
Die Band wurde 2014 in Dresden gegründet. Ihr erstes Konzert spielte die Band im November 2014 im Rahmen des Emergenza-Contests, bei welchem Cedric kurzerhand ins Weltfinale einzog. Die Band trat dabei neben Gruppen wie Kraftklub und Beatsteaks auf dem Taubertal-Festival 2015 auf.
Im April 2015 veröffentlichte sie ohne Vorankündigung und anonymisiert ihre Single Communion = Hoax. Daraufhin wurde der Potsdamer Booker Torsten Guthke (Bernd Begemann, Die Art, Linus Volkmann, Ronja von Rönne u. a.) auf die Band aufmerksam und vertritt sie seitdem. Es folgten ausgedehnte Touren durch Deutschland, Großbritannien und Österreich, unter anderem im Vorprogramm von New Model Army.
Mithilfe einer erfolgreichen Förderung durch die Initiative Musik erschien im März 2018 das Debüt-Album Levity auf 12" Vinyl über Soulfood / Undressed Records, das sich in der Post-Rock Szene zum Kritikerliebling entwickelte. Für die Produktion des Albums in den Leipzig "Off the Road"-Studios hatte die Band Produzent und Musiker Eric Badstübner engagiert, der dort kurz zuvor mit der amerikanischen Band Limp Bizkit zusammengearbeitet hatte.
Im Zuge des Albums hatte Mark Chung (ehemalig Einstürzende Neubauten) die Band in seinen Musikverlag Freibank aufgenommen, der unter anderem die Hamburger Band Fettes Brot verlegt. Anschließend kündigte die Stuttgarter Rockband Heisskalt CEDRIC als einen der Toursupports zur Idylle Tour an. Heisskalt sagte jedoch kurz darauf aus gesundheitlichen Gründen sämtliche Shows ab.
Seit 2019 zog sich die Band – abgesehen von wenigen Konzerten in Österreich – aus der Öffentlichkeit zurück, um an ihrem zweiten Album zu arbeiten, das 2021 über Undressed Records erscheinen soll.

## Diskografie

### Alben
- 2018: Levity

### EPs
- 2016: Communion = Hoax

### Singles
- 2015: Communion = Hoax
- 2015: An Escapade
- 2018: In the Deep
- 2018: Dead or Alive